# Hildenmühle
Hildenmühle ist ein Gemeindeteil der Kreisstadt Wunsiedel im Landkreis Wunsiedel im Fichtelgebirge (Oberfranken,  Bayern).
Im Jahr 2000 ergab die Zählung, dass Hildenmühle keine Einwohner mehr hatte.

## Geografie
Das Einzelgehöft liegt einen Kilometer westlich von Hildenbach am Hammerlbach.

## Geschichte
Im Landbuch der Sechsämter von 1499 wurde erstmals der Besitzer mit dem Namen „Hilltnmullner zum Hiltnbach“ genannt. 1818 kam das Anwesen zur damaligen Gemeinde Hildenbach.